# Moutfort
Moutfort (lb. Mutfert, niem. Mutfort) – wieś (Uertschaft) w południowym Luksemburgu, w kantonie Luksemburg, w gminie Contern. Do 3 października 2015 miejscowość leżała w dystrykcie Luksemburg. Liczy 151 mieszkańców (1 stycznia 2023). 